# Isola di Ustica
Ùstica (AFI: /ˈustika/) è un'isola del Mar Tirreno posta a circa 67 km a nord-ovest di Palermo e a 95 km a ovest di Alicudi, ma non fa parte delle Isole Eolie; occupa una superficie di circa 8,65 km² con una circonferenza di 12 km e misura 3,5 km di lunghezza e 2,5 km di larghezza.
L'isola ospita una riserva naturale orientata mentre le acque circostanti costituiscono una delle aree marine protette presenti in Italia. Sull'isola vi è ubicata la stazione meteorologica di Ustica, ufficialmente riconosciuta dall'Organizzazione meteorologica mondiale.
Per collegare l'isola a Palermo è presente un apposito servizio di traghetti mediante uso di moderni catamarani e aliscafi.

## Geologia
Geologicamente l'isola è di origine vulcanica: sono presenti infatti dei rilievi collinari che rappresentano le vestigia di antichi vulcani (Punta Maggiore, 244 m; Guardia dei Turchi, 238 m) e dividono l'isola in due versanti.
(Franco Foresta Martin, 2015)
L’isola rappresenta la parte terminale di un grande complesso vulcanico sommerso del diametro di circa 30 chilometri. I centri eruttivi principali erano il Monte Guardia dei Turchi e il Monte Costa del Fallo. Una delle ultime eruzioni ha formato il cono della Falconiera. L'attività del vulcano si è protratta per circa 600 000 anni nel Pleistocene (circa 750 000-130 000 BP).
Al termine dell'attività eruttiva l'erosione ha modificato l'aspetto dell'isola, mettendo alla luce sezioni geologiche di notevole interesse scientifico.

## Storia
Gli antichi romani la chiamavano Ustica (da ustum = bruciato) mentre i greci, Osteodes, Οστεωδες ossia ossario, per i resti di mercenari che vi sarebbero morti per fame e sete. Da alcuni viene ritenuta la dimora della maga Circe, che trasformava gli incauti visitatori in maiali.

Veduta aerea di Ustica

Gli insediamenti umani risalgono al Paleolitico; alcuni scavi archeologici hanno portato alla luce i resti di un antico villaggio cristiano. Sepolture, cunicoli e una gran quantità di reperti archeologici ritrovati anche sott'acqua, a causa dei tanti naufragi avvenuti nel tempo, testimoniano una presenza costante, nel luogo, di vari antichi popoli mediterranei, Fenici, Greci, Cartaginesi e Romani che vi lasciarono vestigia dappertutto. In seguito divenne base dei pirati saraceni e lo rimase per lunghissimo tempo.
Nel 1759 Ferdinando III di Sicilia impose una colonizzazione dell’isola; furono edificate due torri di guardia, cisterne per raccogliere l'acqua piovana e case che costituirono il centro abitato principale presso la Cala Santa Maria: vi vennero coloni palermitani, trapanesi e delle isole vicine. Sotto i Borbone, l'isola fu anche un luogo di confino per prigionieri politici e tale restò anche sotto casa Savoia. Al tempo del fascismo vi soggiornarono Antonio Gramsci e Ferruccio Parri. Nel 1961 il confino fu abolito a causa di proteste popolari e da allora incominciò a svilupparsi il turismo.

## Ambiente
La caratteristica naturale più affascinante è la presenza di numerose grotte che si aprono lungo le coste alte e scoscese, così come numerosi scogli e secche presenti tutt'intorno all'isola; visitabili con un'escursione in barca sono da menzionare la grotta Verde, grotta Azzurra, grotta della Pastizza, grotta dell'Oro, grotta delle Colonne e gli scogli del Medico e della Colombara. Però, scarseggiando nell'isola le risorse idriche anche la vegetazione naturale è scarna. Ustica è anche nota per essere l'habitat naturale dell'Apis mellifera sicula.

### Ambiente terrestre
La vegetazione naturale è piuttosto scarna, è stata comunque ampiamente stravolta dalla presenza dell'uomo e dalle sue coltivazioni. Tra le specie di flora più rappresentate troviamo macchia Artemisia arborea, Lentisco, Calicotome spinosa e Ginestra. È presente anche una diffusa steppa mediterranea. Sull'isola sono presenti piante da frutto come ulivi, mandorli e viti.
A Ustica si trova la riserva naturale orientata Isola di Ustica.

### Ambiente marino
È presente un'area marina protetta, l'Area marina protetta Isola di Ustica, che fu la prima riserva marina protetta italiana istituita nel 1986, assieme a quella di Miramare.
La flora e la fauna marina di Ustica sono assolutamente uniche nel mediterraneo e rendono i fondali dell'isola meta ambita per gli appassionati di immersioni. Sono presenti coralli, rose di mare e una ricca vegetazione marina. La fauna marina è composta principalmente da aragoste, cernie, dentici, ricciole, saraghi, orate, sgombri, barracuda, pesci pappagallo, pesci balestra e spugne.